# راوی تسوکا
راوی تسوکا (انگلیسی: Ravy Tsouka؛ زادهٔ ۲۳ دسامبر ۱۹۹۴) بازیکن فوتبال اهل جمهوری کنگو است.
وی همچنین در تیم ملی فوتبال کنگو بازی کرده‌است.